# Dhala (krater)
Dhala – krater uderzeniowy w stanie Madhya Pradesh w Indiach. Skały tego krateru są widoczne na powierzchni ziemi.
Krater miał pierwotnie średnicę co najmniej 11 km, jego wiek nie jest dobrze znany: powstał pomiędzy 2,1 a 1,7 miliarda lat temu (w paleoproterozoiku), w skałach osadowych pokrywających podłoże krystaliczne. Skały podłoża to głównie granitoidy kratonu Bundelkhand, powstałe 2,5 miliarda lat temu, w które wcinają się intruzje o wieku do 2,15 miliarda lat – to daje dolne oszacowanie czasu powstania struktury. Krater pokrywają osady supergrupy Vindhyan, których wiek daje górne oszacowanie. Brekcja w kraterze zawiera dowody na jego pochodzenie, m.in. coezyt i planarne struktury deformacyjne (PDF). Krater jest silnie zerodowany, w terenie wyróżnia się tylko płaskowzgórze (stoliwo) pokrywające pozostałości wzniesienia centralnego krateru, o średnicy 2,5 km, wznoszące się 426 m ponad otaczający nizinny obszar. U jego stóp znajduje się wieś Dhala.